# 浜ちゃんが!
『浜ちゃんが!』（はまちゃんが）は、読売テレビで2008年10月3日から放送されている深夜バラエティ番組で、浜田雅功（ダウンタウン）の冠番組である。

## 概要
前身の『浜ちゃんと!』をリニューアルし、"買う"、"教える"、をキーワードに、芸能人のプライベートをのぞき見るロケスタイルのバラエティー。制作局の読売テレビでは、2008年10月3日より、毎週金曜日の0:38 - 1:08（木曜日深夜、JST、特別編成等で遅延の場合もあり）に放送。
読売テレビ基準で、2012年8月23日放送分で放送200回を迎えた。
毎年1月2日の夕方には2時間枠の全国ネットで特別番組が放送されている。
2025年3月10日に浜田が体調不良により一時休養することが吉本興業から発表された。そのため同年3月26日放送以降は回ごとに代役を立てて放送され、その初回は蛍原徹が担当することが発表された。

## 出演者

### 司会
- 浜田雅功（ダウンタウン）

　前述の体調不良による一時休養の為、2025年3月19日放送分をもって出演休止。

### 代打MC
- 蛍原徹：2025年3月26日・4月2日・4月9日・4月16日放送分
- 小杉竜一（ブラックマヨネーズ）：2025年4月23日放送分

### 準レギュラー

#### 単発・代役出演
「買う」編
- ほんこん (130R)
- 千原せいじ（千原兄弟）
- ヒデ（ペナルティ）
- 板倉俊之（インパルス）
- しずる
- 佐田正樹（バッドボーイズ）
- ユースケ（ダイアン）

### 過去

#### レギュラー出演
- どりあんず（2018年4月-2018年9月）
- 天竺鼠（2018年10月-2019年2月）

#### 準レギュラー出演
- 木村祐一
- 藤井隆
- ゴリ（ガレッジセール）

「買う」編
- 品川祐（品川庄司）[注 5]
- どりあんず[注 6]
- 原西孝幸 (FUJIWARA)（2012年7月19日）
- 博多華丸・大吉（2012年8月23日）
- 中川家（2012年10月11日）
- 河本準一（次長課長）（2012年12月27日[注 5]）

「売れ筋3連単」編
- 品川祐（品川庄司）
- 秋山竜次（ロバート）
- トータルテンボス

#### 「売る」編・「占う」編アシスタント
※K-point所属の女性タレントが2人ずつ出演している。
- 矢代梢（2010年3月 - ）
- 青葉ちえり（2011年7月 - ）
- 池田ゆい佳（2012年2月 - ）
- 楠織あやの（2009年3月、芸能界を引退）
- 江田めぐみ（2009年4 - 8月に出演、2010年2月、「涼風花」名義で並行して活動中）
- 青木葉子（2011年1 - 2月に出演、現在の活動状態は不明）
- 上原冴香（2011年12月、K-pointを卒業）
- 遠野千夏（2012年3月、ゲスト出演）
- 村岡沙耶香（2012年3月、K-pointを卒業）
- 瀬長奈津実（2012年5月、K-pointを卒業）
- 柏木美里（2013年1月、ゲスト出演）

#### 「売る」編バイヤー
- 澤田卓（トレジャー・ファクトリーチーフバイヤー、番組内ではフルネームではなく「澤田バイヤー」として紹介されている。）

#### 「占う」編
占い師
- Hoshi（NOT FOR SALE、#1 - 8）
- 星ひとみ（#9 - ）

指圧師
- 与那嶺茂人（Dr.Foot副院長）

#### 芸視庁生活調査課 アシスタント刑事
- 重盛さと美
- 芹那
- 坂口杏里
- 久住小春
- 原幹恵
- 大堀恵
- 谷澤恵里香
- ラブリ

## 企画

### 買う編
- 最初は買い物する舞台の複合商業施設等の紹介から始まり、OP後ゲストが登場。その際、決まって浜田に「そぉ～れっ！」と腰又はお尻を蹴られてリアクションをするのがお決まりとなっていた。（どちらかが2人組以上の場合は連続で蹴られる）
- 1つの店舗の中で、両チームのゲストが1時間の制限時間内で買い物。
- 制限時間終了後、双方が買った商品の合計金額で勝負。合計金額の下2桁を足して9に近かった方が勝利のおいちょかぶ風のルールで、勝ったゲストは代金を全額番組に負担して貰える。
- 負けたゲストには救済措置として、自分のチームリーダーとジャンケン。リーダーに勝てば代金の自腹精算を2人で折半、負けた場合は全額ゲストが自腹精算となる。ただし、購入金額が1万円以下だった場合は負けた方が全額を支払う。[注 7][注 8]
- 制作局基準で2015年9月18日放送分から支払いルールが変更となり、じゃんけんで司会の2人に連勝すれば司会側が負担、それ以外はゲストの自腹となった。番組の流れにより随時ルール変更がある。
  - 2017年4月27日放送分では、MC陣の木村がゲスト出演し勝利、初のMC陣経験者の勝利ゲストとなった。
- 制作局基準で2018年4月12日放送分から支払いルールが変更となり、2018年3月29日放送分の特番回を基本に、レギュラー枠を争った芸人が参加。芸人が取り組んだ課題を披露する際の「成功・失敗」を予想し、当てると賞品獲得の権利を得て設定金額の商品を選択出来る。

少額買い物
- 2015年11月13日放送分では合計金額が少な目だったため変則ルールとなり、ライセンスはMC陣に連勝したもののゲスト同士の対戦で敗れ、自腹となった。
- 2017年8月10日放送分では、浜田の指示でジャングルポケット・斉藤にゲストの桜田ひよりが勝つ流れとなった。
- 2017年9月28日放送分では変則ルールとなり、バットボーイズ・佐田とゲストの岩崎春果・平塚日菜（ふわふわ）が同時にじゃんけんをし、佐田に対し平塚があいこ、岩崎が勝利したので佐田の支払いとなった。
- 2017年11月30日放送分では変則ルールとなり、ゲストの岡田結実との一発勝負に負けた佐田の支払いとなった。

MC陣の負担関連
- 2016年7月22日放送分では合計金額が少な目だったため変則ルールとなり、ゲストのMINMIが浜ちゃんとの一発勝負に勝ち、デニス・植野が支払いをした。
- 2016年12月29日放送分（年末特番）では変則ルールとなり、ドラマ「増山超能力師事務所」チーム（田中直樹、中村ゆり、柄本時生、浅香航大、平田敦子）が浜田チームゲスト（西川貴教・片瀬那奈）に2連勝し、キャプテンである浜田が全額支払いをした。なお、高額だったためドラマのエンドロールに名前を入れる事を交渉するよう、浜田が田中に要求し、実際のOAでは「楽屋まわり ダーハマ」と表示された。
- 2017年4月20日放送分では、ゲストの武田梨奈と伊藤沙莉が連勝し、レギュラー回初のMC陣連敗となった。さらに高額な方を負担するジャンケンを佐田と行い、浜田は3連敗となった。
- 2017年5月18日放送分では、ゲストの泉里香が連勝、自腹負担割合を巡ってMC陣がジャンケンをし、トータルテンボス藤田は3連敗となった。
- 2018年2月15日放送分では、ゲストの板野友美が連勝。また、便乗して買い物をしたバットボーイズ・佐田が浜田との1発勝負に勝利し、浜田が2連敗となった。

結末不明
- 2017年7月20日放送分では、ゲストのemmaにMCのフルーツポンチ・村上が便乗して買い物をし、村上がジャンケンで勝利したのでその支払はemmaのおごりとなった。
- 2017年8月17日放送分では、浜田の指示でトータルテンボス・藤田がジャンケンで負けたゲストの水谷果穂の所持金との差額分を受け持つ流れとなった。
- 2017年10月12日放送分では、ゲストのサカイスト・デンペーがしずる・村上に勝利するも、サカイスト・まさよしが浜田にビンタをくらった。

その他
- 2018年2月8日放送分では、ゲストの大野拓朗が連勝。その際、大野に勧められ浜田が便乗して買い物をしている。
- 2018年3月29日放送分（改編期特番）では、ゲストが3種の設定金額の商品を選んだ後、誰が商品を獲得するかとどの設定金額の商品を獲得するかをカードを引いて決定した。

- バットボーイズ・佐田：武田梨奈、伊藤沙莉、岩崎春果・平塚日菜（ふわふわ）、岡田結実、板野友美
- 木村：May J.、ケリーアン
- トータルテンボス・藤田：鈴木優華、泉里香
- ジャングルポケット・斉藤：ゆりやんレトリィバァ、桜田ひより
- ロバート・山本：古畑星夏、大野拓朗

ニューヨーク（品川庄司・品川）、岡田サリオ（藤井）、ライセンス（千原兄弟・千原せいじ）、小島藤子（130R・ほんこん）、ラフ・コントロール（ロンドンブーツ1号2号・田村亮）、MINMI（デニス・植野）、佐藤エリ（ジャングルポケット・太田）、アップアップガールズ（仮）（しずる・池田）、祐真キキ（しずる・村上）、木村祐一（ハリセンボン・箕輪）、武尊（サバンナ・八木）、堀田茜（フルーツポンチ・村上）

#### 加わる編
制作局の読売テレビ基準で、2018年3月1日から3週連続で放送された特別企画。新レギュラーを決めるためのオーディションを行い芸歴15年以上の若手芸人5組（ザ・パンチ、どりあんず、天竺鼠、ラフ・コントロール、プラス・マイナス）からどりあんずがレギュラーとして決定した。

### 売る編
- 両チームのゲストが、要らなくなった私物をチャリティーオークションに出品。
- その前に番組で、それぞれが出した私物が鑑定人によって査定。相手よりも査定額が高かった方が勝利となり、勝利した場合はその査定額で買い取ってもらえるが、負けた場合は没収（0円で買い取り）される。
- これを、2 - 3回戦（2 - 3品）分行う。
- 私物は実際に、「Yahoo!オークション」のチャリティーオークションで出品される。系列局による時差ネットがある為、読売テレビで放送されてから約1ヶ月後に出品。オークションの開始額も、番組内の対決で勝利した3品は査定額と同じ価格から、没収された3品は1円からそれぞれ開始され、前者は落札額から査定額を差し引いた分が、後者は落札額がそのまま、財団法人グリーンクロスジャパンへの寄付される金額となる。
- 査定のポイントとして出品物に対するエピソードがファンに知られているかが目安となることが多く、澤田はこれを「ファンの間では周知の事実」という決まり文句で解説するため、浜田をはじめとするレギュラー出演者たちはこのフレーズに異常に反応するのがお約束となっている。
- 制作会社（b-dash）の会議室で収録が行われるため、時折ゲストから「こんな所でテレビが撮れるんですね」と驚かれている。
- 2010年10月以降は「占う」編と入れ替わって行っていない。

### 占う編
- 制作局の読売テレビ基準で、2010年10月7日から始まった企画で、対戦形式はほぼ「売る」編と同様である。
- 「売る」編では予め全員が着席した状態で番組が進行するが、この場合、浜田と準レギュラーも着席する位置（「売る」編での通常の着席位置は、画面左側が浜田、右側が週替わりレギュラー）をその場で決め、ゲストは、画面左側・右側については予め決まってはいるものの、どちらのチームおよびキャプテンになるかどうかは、呼び込まれて着席するまでわからない。
- 恋愛運、健康運、仕事運に関して手相占いを行い、各10点満点、合計30点満点中何点かで競い、3つの総合得点の高いチームが勝利。
- 負けたチームは「開運足ツボマッサージ」[注 9]を、チームキャプテン・ゲストの両方が受ける。

### 芸視庁生活調査課
制作局の読売テレビ基準で、番組が200回を迎えたことを記念し、2012年9月6日から始まった企画。当企画では唯一対決がなく、「婦警」役としても女性ゲストが招かれ、浜田・週替わりレギュラーとともに進行・アシスタントを担当する。これまでの企画と同様に2人のゲストが登場し、1週につき1人のプライベートや休日の過ごし方について取り上げる。そして浜田・週替わりレギュラー・婦警役の女性ゲスト、もう片方のゲストとともに、取り上げられた方のゲストの休日の過ごし方を一緒に体験した上で、最後には浜田の報告書で〆る。

### クイズ系

#### 売れ筋3連単
制作局の読売テレビ基準で、2013年10月24日から始まった企画。ゲストが浜田側と週替わりレギュラー側に分かれ、様々な商品の売れ筋予想バトルを繰り広げる。与えられたヒントや売れ筋商品の傾向を踏まえて1位から3位までの正確な順位を予想し、一発で的中するとパーフェクト賞として10万円がプレゼントされる。

#### 東京ため息 目利きツアー
制作局の読売テレビ基準で、2019年2月14日から始まった企画。東京にある様々な超高級店の商品の目利きをし、価格や価値の順番を予想する。

### プレゼン系

#### 育った編
制作局の読売テレビ基準で、2015年11月27日から始まった企画。ゲストのルーツに関係のある地域のアンテナスポットを巡りながらオススメをプレゼンしていき、浜田が一番気になったモノをゲストが予想する。的中した場合、オススメのモノを視聴者プレゼントにする事が出来る。

#### 教える編
制作局の読売テレビ基準で、2015年12月25日から始まった企画。ゲストの趣味を浜田に紹介していく。

#### 頼む編
制作局の読売テレビ基準で、2016年9月30日から始まった企画。ゲストの趣味を浜田に紹介し、それに必要な物を浜田に買ってもらう。

#### 自分のことを知ってほしい編
制作局の読売テレビ基準で、2016年11月18日から始まった企画。ゲストにまつわる場所や趣味を浜田に紹介する。

#### 芸能人誕生日プレゼント交換会
制作局の読売テレビ基準で、2018年7月12日から始まった企画。各々の愛用している私物をプレゼントとして持ち寄り、交換し合う。

#### 鉄板デリバリーグルメ
制作局の読売テレビ基準で、2018年9月6日から始まった企画。各々の鉄板のデリバリーグルメを紹介し、食べたいと思うモノに対してアピールする。

#### 芸能人のとっておきの差し入れ
制作局の読売テレビ基準で、2019年1月17日から始まった企画。先行後攻に分かれてとっておきの差し入れを紹介し、多数決で多い方を食べることが出来る。

#### 芸能人・お取り寄せグルメ王決定戦
芸能人が、取って置きのお取り寄せグルメを紹介し、合計得点を競う企画である。

##### 芸能人お取り寄せグルメチャンピオン大会歴代優勝者
- 第1回:松尾諭
- 第2回:高橋克実
- 第3回:高橋みなみ[2]

### お手伝い系

#### 変わりたい編
制作局の読売テレビ基準で、2016年12月23日から始まった企画。変わりたいと思っている芸人に開運飯を食べてもらう。

#### 覚える編
制作局の読売テレビ基準で、2018年1月25日から始まった企画。ゲストが覚えたい事を浜田と一緒に習う。

#### 増やす編
制作局の読売テレビ基準で、2018年4月19日から始まった企画。ゲストが欲しいもの買うために、資金を増やすお手伝いをする。

### 商店街系

#### お弁当作る編
制作局の読売テレビ基準で、2018年4月5日から始まった企画。チームに別れて食材を探し、お弁当を作ってそのセンスを競う。予算は限られていて、試食代も含まれる。

#### 商店街を知ろう編
制作局の読売テレビ基準で、2018年8月16日から始まった企画。商店街の名物グルメを食べながら、その場所の歴史を学ぶ。

## エンディング曲
※放送月は、制作局の読売テレビ基準とする。
- Splash Candy「グラムな夜に抱きしめて」（開始 - 2008年12月）
- tink tink「珊瑚の子守唄」（2009年1 - 6月）、「未来駅」（2012年1 - 3月）
- 山口智充「(有) 山口モータース」（2009年7 - 9月）
- ピコ「タナトス」（10月 - 11月12日）
- JQ & Children「CHANGE THE FEELING」（11月19日 - 2010年3月）
- CHIHIRO「恋風」（2010年4月 - 7月1日）、「両想い」（2012年10月11日 - 12月）、「やっぱり好き」（2015年1 - 3月）
- YU-A「夏の思い出」（2010年7月8日 - 2011年1月6日）
- 繭子「ソメイヨシノ」（1月13日 - 3月）
- 間慎太郎「ボクが歩く道の途中とキミが歩く道の途中」（4 - 6月）
- LONELY↑D「SEEP」（7 - 9月）
- NERDHEAD feat.TSUGUMI from SOULHEAD「DREAMERS」（10 - 12月）
- 竹原ピストル「STAY FREE!!」（2012年4 - 6月）
- ROOKiEZ is PUNK'D「Feeling This」（7月 - 10月4日）
- あやまんJAPAN「ファンタジスタモンスター」（2013年1月 - 5月2日）
- THE BOOM「愛より」（5月9日 - 6月）
- ぽこた「be foolish///」（7 - 9月）
- 具志堅ファミリー「私に残されたこの悲しみは」（10月 - 2014年1月24日）
- Giselle4「BRAVE HEART」（1月31日 - 4月4日）
- koma'n「Iridescence Party」（4月11日 - 6月）
- KIDS「さよなら」（7 - 9月）
- かりゆし58「愛を信じている」（10 - 12月）
- スルースキルズ「幕開けセンセーション!」（2015年4 - 6月）
- 河内家菊水丸「本日は晴天なり」（7 - 9月）
- fumika 「Story」（10 - 12月）
- 藤澤ノリマサ 「愛の挨拶〜夜空に星を散りばめて〜」（2016年1月 - ）
- 鈴木このみ 「全部君がいたから知ったんだ」（2017年2月 - 3月）

## スタッフ
- ナレーション：山中まどか
- 演出：山田佳樹（b-dash、2025年6月4日-、以前は週替り►毎週AD►2019年3月6日-2022年7月27日は制作スタッフ►2022年8月3日-2025年5月28日はディレクター）
- ディレクター：山本紗智子（Beeam Entertainment）、田中俊大（b-dash、2023年6月7日-、以前は制作スタッフ）、渡邉祥子（2025年4月2日-）
- 構成：一文無隼人、藤本昌平、勝木友香
- カメラ：永澤剛
- 音声：玉城善彦
- 編集：酒井駿平
- MA：田口修嗣
- 音効：磯川浩己
- メイク：OFFICE MAKISE
- タイトル：devilrobots
- スタッフ協力：スウィッシュジャパン、麒麟スタジオ、ytv Nextry（2011年1月までは「サウンドエフェクトと表記）、BE-HONEST（ビーオネスト）
- キャスティング協力：北村かずや（ビーオネスト）
- 宣伝：福士まりか（読売テレビ）
- 制作デスク：宮代さつき（読売テレビ）、森本美咲（b-dash）
- 制作スタッフ：小室胡桃（毎週）・太田朱音（全員b-dash）、谷本拡夢、木村汐梨、岡部笙、立石一夢（週替り）
- アシスタントプロデューサー：南麻結（b-dash、2019年6月19日-）
- 企画：高須光聖
- 協力：b-dash（以前はスタッフ協力）、よしもとブロードエンタテインメント
- 制作協力：吉本興業
- プロデューサー：林真凜（吉本興業、2023年8月9日-）、高橋寿菜（b-dash、2019年6月19日-、以前はAP）
- チーフプロデューサー：中埜勝之（読売テレビ、2025年7月30日-、2022年8月3日-2025年7月23日まではプロデューサー）
- 制作著作：読売テレビ

### 過去のスタッフ
- ナレーション：大江戸よし々、浅野まゆみ、垂木勉
- 演出：町田美穂（b-dash、2021年2月17日 -2023年5月31日、以前はディレクター）、西尾友里（b-dash、2023年6月7日-2025年5月28日、以前はディレクター、一時離脱►復帰）
- ディレクター：近藤祐治郎、日江井かおり、広瀬陽一、小澤博之、武田雄一、伊豆原聡、近藤創、庄司金之助、岡山薫、大城侑子、茂木孝太、檜垣和孝、野上貢、大平唯加（大平→2019年3月6日 - 2022年7月27日、以前は毎週AD）
- 構成：遠藤みちスケ、山名宏和／前田政二
- 音声：杉本早耶佳、田中真穂、佐々木瑠美
- 美術プロデューサー：松沢由之
- 美術進行：林政之・大倉謙介
- 編集：馬場革、井川貴史、中野浩希、渡部諒、金政友哉
- MA：杉山正、川原崎智史
- TK：梅澤和世（2019年4月10日・17日のみ）
- メイク：興山洋子（浜田担当）
- 協力→スタッフ協力：プログレッソ、フジアール、レモンスタジオ、テクノマックス、glow
- デジタイズ：東京オフラインセンター
- キャスティング：田村力（ビーオネスト）
- 宣伝：今村紀彦、關口有香、竹村麻美、長野公美、宮田千賀子、小林杏奈、乙部恭子、斉藤渉、川島拓、北本ひかり（読売テレビ）
- 制作デスク：河田つきみ、中野英美（b-dash）
- アシスタントディレクター：田中英梨子、奥山和貴
- 制作スタッフ：中村梨那・梶山万悠子・谷口諒・山田彩矢・有馬千夏・前田明日華・大場貴幸（b-dash、中村→以前はアシスタントディレクター）
- アシスタントプロデューサー：土屋達彦（よしもとクリエイティブ・エージェンシー）、高橋くれあ（吉本興業、2019年11月13日-2020年7月22日）、鈴木美帆（b-dash）
- 監修：岡田秀行（以前は演出）
- プロデューサー：田渕草人（読売テレビ、2019年6月26日-2021年6月30日）、遠藤慎也（読売テレビ、2021年7月7日-2022年7月27日）、市岡秀晃・生沼教行・田島雄一・坂本直彦・萩原雄一・田井中皓介・土屋朋之・和中一真（よしもとクリエイティブ・エージェンシー）、西垣信二（吉本興業、2019年11月13日-2021年6月30日）、香西大輝（吉本興業、2021年7月7日-2023年8月2日、2020年7月29日-2021年6月30日はAP）、林敏博・永田浩子（b–dash）
- チーフプロデューサー：西田二郎（読売テレビ、2008年10月2日 - 2015年1月29日）、山内隆行（読売テレビ、2015年2月5日 - 4月23日）、武野一起（読売テレビ、2015年4月30日 - 2016年7月14日）、勝田恒次（読売テレビ、2016年7月21日 - 2021年6月30日、以前はプロデューサー）、西川義嗣（読売テレビ、2021年7月7日 - 2023年7月12日）、小野寺将史（読売テレビ、2023年7月19日 - 2025年7月23日）

## ネット局
| 放送対象地域   | 放送局                    | 系列                          | 放送日時                     | ネット状況 | 脚注                |
| -------------- | ------------------------- | ----------------------------- | ---------------------------- | ---------- | ------------------- |
| 近畿広域圏     | 読売テレビ（ytv）         | 日本テレビ系列                | 木曜 0:59 - 1:29（水曜深夜） | 制作局     | [ 注 10 ]           |
| 北海道         | 札幌テレビ（STV）         | 日本テレビ系列                | 日曜 0:55 - 1:25（土曜深夜） | 遅れネット | [ 注 11 ]           |
| 青森県         | 青森放送（RAB）           | 日本テレビ系列                | 日曜 0:50 - 1:20（土曜深夜） | 遅れネット |                     |
| 岩手県         | テレビ岩手（TVI）         | 日本テレビ系列                | 火曜 0:54 - 1:24（月曜深夜） | 遅れネット |                     |
| 宮城県         | ミヤギテレビ（MMT）       | 日本テレビ系列                | 水曜 0:59 - 1:29（火曜深夜） | 遅れネット | [ 注 12 ]           |
| 秋田県         | 秋田放送（ABS）           | 日本テレビ系列                | 水曜 0:54 - 1:24（火曜深夜） | 遅れネット |                     |
| 山形県         | 山形放送（YBC）           | 日本テレビ系列                | 木曜 0:54 - 1:24（水曜深夜） | 遅れネット |                     |
| 福島県         | 福島中央テレビ（FCT）     | 日本テレビ系列                | 木曜 0:59 - 1:29（水曜深夜） | 遅れネット |                     |
| 関東広域圏     | 日本テレビ（NTV）         | 日本テレビ系列                | 木曜 1:59 - 2:29（水曜深夜） | 遅れネット | [ 注 13 ] [ 注 14 ] |
| 山梨県         | 山梨放送（YBS）           | 日本テレビ系列                | 金曜 0:54 - 1:24（木曜深夜） | 遅れネット |                     |
| 新潟県         | テレビ新潟（TeNY）        | 日本テレビ系列                | 火曜 1:29 - 1:59（月曜深夜） | 遅れネット | [ 注 15 ]           |
| 長野県         | テレビ信州（TSB）         | 日本テレビ系列                | 木曜 0:59 - 1:29（水曜深夜） | 遅れネット |                     |
| 静岡県         | 静岡第一テレビ（SDT）     | 日本テレビ系列                | 金曜 0:59 - 1:29（木曜深夜） | 遅れネット |                     |
| 富山県         | 北日本放送（KNB）         | 日本テレビ系列                | 木曜 0:59 - 1:29（水曜深夜） | 遅れネット |                     |
| 石川県         | テレビ金沢（KTK）         | 日本テレビ系列                | 火曜 1:00 - 1:35（月曜深夜） | 遅れネット |                     |
| 中京広域圏     | 中京テレビ（CTV）         | 日本テレビ系列                | 金曜 1:10 - 1:40（木曜深夜） | 遅れネット |                     |
| 鳥取県・島根県 | 日本海テレビ（NKT）       | 日本テレビ系列                | 火曜 15:50 - 16:20           | 遅れネット | [ 注 16 ] [ 注 17 ] |
| 広島県         | 広島テレビ（HTV）         | 日本テレビ系列                | 日曜 23:25 - 23:55           | 遅れネット | [ 注 18 ]           |
| 山口県         | 山口放送（KRY）           | 日本テレビ系列                | 火曜 0:54 - 1:24（月曜深夜） | 遅れネット |                     |
| 徳島県         | 四国放送（JRT）           | 日本テレビ系列                | 木曜 0:59 - 1:29（水曜深夜） | 遅れネット | [ 注 19 ]           |
| 香川県・岡山県 | 西日本放送（RNC）         | 日本テレビ系列                | 日曜 0:55 - 1:25（土曜深夜） | 遅れネット |                     |
| 愛媛県         | 南海放送（RNB）           | 日本テレビ系列                | 日曜 1:25 - 1:55（土曜深夜） | 遅れネット | [ 注 20 ]           |
| 高知県         | 高知放送（RKC）           | 日本テレビ系列                | 日曜 2:05 - 2:35（土曜深夜） | 遅れネット |                     |
| 福岡県         | 福岡放送（FBS）           | 日本テレビ系列                | 水曜 2:04 - 2:34（火曜深夜） | 遅れネット | [ 注 21 ]           |
| 長崎県         | 長崎国際テレビ（NIB）     | 日本テレビ系列                | 金曜 1:29 - 1:59（木曜深夜） | 遅れネット |                     |
| 熊本県         | くまもと県民テレビ（KKT） | 日本テレビ系列                | 金曜 0:54 - 1:24（木曜深夜） | 遅れネット |                     |
| 大分県         | テレビ大分（TOS）         | 日本テレビ系列 フジテレビ系列 | 途中、打ち切り               | 遅れネット |                     |
| 鹿児島県       | 鹿児島読売テレビ（KYT）   | 日本テレビ系列                | 水曜 0:59 - 1:29（火曜深夜） | 遅れネット |                     |
| 福井県         | 福井放送（FBC）           | 日本テレビ系列                | 不定期放送                   | 遅れネット | [ 注 23 ]           |
| 沖縄県         | 宮古テレビ（MTV）         | ケーブルテレビ                | 土曜 17:30 - 18:00           | 遅れネット | [ 注 24 ]           |